# دلایل قلبی
دلایل قلبی (انگلیسی: Le ragioni del cuore) یک مینی‌سریال کمدی رمانتیک ۶ قسمتی ایتالیایی است که در سال ۲۰۰۲ منتشر شد.

## بازیگران
- ادویژ فنش
- ایرنه فری
- سابرینا ایمپاچاتوره
- استفانو آکورسی
- پائولو میناچونی
- تیتسیانا لوداتو